# شهرستان بلنپ (نیوهمپشایر)
شهرستان بلنپ واقع در ایالت نیوهمپشایر است. جمعیت این شهرستان بر اساس سرشماری سال ۲۰۱۰ آمریکا ۶۰۰۸۸ نفر گزارش شده‌است. مرکز شهرستان بلنپ، شهر لاکونیا است.این شهرستان در سال ۱۸۴۰ بنیانگذاری شده‌است.